# Gustavo Figueroa
Gustavo Figueroa (Santa Ana, California, Estados Unidos, 30 de agosto de 1978) es un exfutbolista estadounidense con nacionalidad ecuatoriana. Jugaba de delantero y su último equipo fue Aucas de Ecuador. Actualmente es el asistente técnico de Máximo Villafañe.

## Trayectoria

### Como futbolista
Gustavo Figueroa dio sus primeros pasos como futbolista en el club Liga de Quito. Siendo un jugador muy joven fue prestado a Aucas club del cual se convertiría en referente.  En 2005 tuvo su única experiencia internacional cuando fue vendido al Sporting Cristal donde fue el peor extranjero del año. Durante su trayectoria ha militado en varios clubes grandes de la Serie A de Ecuador. 
A inicios del 2011 se une al equipo de sus amores Aucas como parte del proyecto para devolver al club "oriental" al fútbol de primera categoría de Ecuador.

### Como entrenador
El 11 de diciembre de 2019 es asignado como asistente técnico de Máximo Villafañe en Sociedad Deportiva Aucas para la temporada 2020.

## Clubes
| Club              | País    | Año       |
| ----------------- | ------- | --------- |
| Liga de Quito     | Ecuador | 1998-1999 |
| Aucas             | Ecuador | 2000      |
| Liga de Quito     | Ecuador | 2001      |
| El Nacional       | Ecuador | 2001-2002 |
| Aucas             | Ecuador | 2003-2004 |
| Sporting Cristal  | Perú    | 2005      |
| Emelec            | Ecuador | 2005      |
| El Nacional       | Ecuador | 2006      |
| Aucas             | Ecuador | 2007      |
| El Nacional       | Ecuador | 2007      |
| Deportivo Cuenca  | Ecuador | 2008      |
| Macará            | Ecuador | 2009      |
| Deportivo Azogues | Ecuador | 2010      |
| Aucas             | Ecuador | 2011-2013 |
| Mushuc Runa       | Ecuador | 2014      |
| UIDE              | Ecuador | 2015      |
| JIT               | Ecuador | 2016      |
| Aucas             | Ecuador | 2017-2018 |

## Palmarés

### Campeonatos nacionales
| Título                     | Club         | País    | Año  |
| -------------------------- | ------------ | ------- | ---- |
| Campeón Serie A de Ecuador | LDU de Quito | Ecuador | 1998 |
| Campeón Serie A de Ecuador | LDU de Quito | Ecuador | 1999 |
| Campeón Serie A de Ecuador | El Nacional  | Ecuador | 2006 |
| Segunda Categoría          | Aucas        | Ecuador | 2012 |